# Coupe d'Europe des nations d'athlétisme 1977
Navigation
CE des nations 1975 CE des nations 1979
La 6e coupe d'Europe des nations d'athlétisme se déroule les 13 et 14 août 1977 à Helsinki en Finlande, au Stade olympique. 
L'Allemagne de l'Est s'impose dans les deux épreuves masculine et féminine. La compétition est marquée par quatre cas de dopage, dont trois concernent l'équipe masculine finlandaise, ce qui oblige à modifier le classement initial.
Deux records du monde féminins sont établis durant cette compétition, celui du 400 m haies par l'Est-allemande Karin Rossley en 55 s 63, et celui du saut en hauteur par sa compatriote Rosemarie Ackermann avec 1,97 m.

## Classements
| Place | Pays                 | Points |
| ----- | -------------------- | ------ |
| 1     | Allemagne de l'Est   | 125    |
| 2     | Allemagne de l'Ouest | 113    |
| 3     | Union soviétique     | 100    |
| 4     | Royaume-Uni          | 95     |
| 5     | Pologne              | 93     |
| 6     | France               | 70     |
| 7     | Finlande             | 66     |
| 8     | Italie               | 54     |

| Place | Pays                 | Points |
| ----- | -------------------- | ------ |
| 1     | Allemagne de l'Est   | 106    |
| 2     | Union soviétique     | 94     |
| 3     | Allemagne de l'Ouest | 68     |
|       | Royaume-Uni          | 68     |
| 5     | Pologne              | 58     |
| 6     | Roumanie             | 55     |
| 7     | Bulgarie             | 53     |
| 8     | Finlande             | 36     |

## Résultats

### Hommes
| 100 m (vent : 0,0 m/s) | Eugen Ray 10 s 12 (NR)                                                                                  | Pietro Mennea 10 s 29                                                                     | Valeriy Borzov 10 s 33                                                            |
| 200 m (vent : - 2,4 m/s) | Eugen Ray 20 s 86                                                                                       | Valeriy Borzov 21 s 10                                                                    | Ainsley Bennett 21 s 27                                                           |
| 400 m | Bernd Herrmann 45 s 92                                                                                  | Ryszard Podlas 46 s 00                                                                    | Francis Demarthon 46 s 38                                                         |
| 800 m | Willi Wülbeck 1 min 47 s 21                                                                             | Olaf Beyer 1 min 47 s 29                                                                  | José Marajo 1 min 47 s 49                                                         |
| 1 500 m | Steve Ovett 3 min 44 s 94                                                                               | Thomas Wessinghage 3 min 45 s 38                                                          | Ari Paunonen 3 min 45 s 90                                                        |
| 5 000 m | Nick Rose 13 min 27 s 84 (CR)                                                                           | Enn Sellik 13 min 29 s 20                                                                 | Karl Fleschen 13 min 29 s 44                                                      |
| 10 000 m | Jörg Peter 27 min 55 s 50 (CR)                                                                          | Detlef Uhlemann 27 min 58 s 79                                                            | Leonid Moseyev 28 min 3 s 60                                                      |
| 3 000 m steeple | Michael Karst 8 min 27 s 87                                                                             | Frank Baumgartl 8 min 31 s 53                                                             | Tapio Kantanen 8 min 33 s 27                                                      |
| 110 m haies (vent : +2,0 m/s) | Thomas Munkelt 13 s 37 (CR)                                                                             | Jan Pusty 13 s 60                                                                         | Eduard Pereverzev 13 s 63                                                         |
| 400 m haies | Volker Beck 48 s 90 (CR, NR)                                                                            | Harald Schmid 49 s 27                                                                     | Alan Pascoe 49 s 65                                                               |
| 4 × 100 m | Allemagne de l'Est Manfred Kokot Eugen Ray Detlef Kübeck Alexander Thieme 38 s 84 (CR)                  | Union soviétique Nikolay Kolesnikov Aleksandr Aksinin Juris Silovs Valeriy Borzov 39 s 27 | Pologne Andrzej Swierczynski Zenon Licznerski Zenon Nowosz Leszek Dunecki 39 s 74 |
| 4 × 400 m | Allemagne de l'Ouest Lothar Krieg Harald Schmid Franz-Peter Hofmeister Bernd Herrmann 3 min 2 s 66 (CR) | Allemagne de l'Est Reinhard Kokot Jürgen Pfennig Günter Arnold Volker Beck 3 min 3 s 23   | Pologne Cezary Lapinski Henryk Galant Jerzy Pietrzyk Ryszard Podlas 3 min 3 s 83  |
| Saut en hauteur | Rolf Beilschmidt 2,31 m (CR, NR)                                                                        | Jacek Wszola 2,28 m                                                                       | Aleksandr Grigoryev 2,20 m                                                        |
| Saut à la perche | Wladyslaw Kozakiewicz 5,60 m (CR)                                                                       | Antti Kalliomäki 5,35 m                                                                   | Günther Lohre 5,30 m                                                              |
| Saut en longueur | Jacques Rousseau 8,05 m                                                                                 | Valeriy Podluzhniy 7,94 m                                                                 | Roy Mitchell 7,94 m                                                               |
| Triple saut | Anatoli Piskouline 17,09 m                                                                              | Pentti Kuukasjärvi 16,32 m                                                                | Eugeniusz Biskupski 16,19 m                                                       |
| Lancer du poids | Udo Beyer 21,65 m (CR)                                                                                  | Reijo Ståhlberg 20,90 m                                                                   | Ralf Reichenbach 20,42 m                                                          |
| Lancer du disque | Wolfgang Schmidt 66,86 m (CR)                                                                           | Nikolay Vikhor 61,50 m                                                                    | Stanislaw Wolodko 61,20 m                                                         |
| Lancer du marteau | Karl-Hans Riehm 75,90 m                                                                                 | Jochen Sachse 74,60 m                                                                     | Youri Sedykh 73,60 m                                                              |
| Lancer du javelot | Nikolay Grebnyev 87,18 m                                                                                | Piotr Bielczyk 79,62 m                                                                    | Michael Wessing 79,56 m                                                           |
| Records et Performances - AR : Record continental (area record) - CR : Record des championnats (championship record) - MR : Record du meeting (meet record) - NR : Record national (national record) - OR : Record olympique (olympic record) - PR : Record paralympique (paralympic record) - PB : Record personnel (personal best) - SB : Meilleure performance personnelle de la saison (season's best) - WL : Meilleure performance mondiale de l'année (world leader) - WJR : Record du monde junior (world junior record) - WR : Record du monde (world record) Circonstances et Conditions - DNF : N'a pas terminé (did not finish) - DNS : N'a pas pris le départ (did not start) - DQ : Disqualification (disqualification) - NM : Aucun essai valable enregistré (No Mark) - Q : Qualifié « directement » au prochain tour (ou à la prochaine compétition), lors d'une compétition majeure, grâce au classement ou à la réalisation des minima (automatic qualifier) - q : Qualifié au prochain tour (ou à la prochaine compétition), lors d'une compétition majeure, grâce au repêchage ou à la réalisation de l'une des meilleures performances parmi celles des « non qualifiés directement » (grâce au meilleur temps ou à la meilleure distance par exemple) (secondary qualifier) | |                                                                                           |                                                                                   |

### Femmes
| 100 m (vent : 1,0 m/s) | Marlies Oelsner 11 s 07 (CR)                                                                  | Sonia Lannaman 11 s 22                                                                                  | Irena Szewinska 11 s 26                                                                         |
| 200 m (vent : - 0,8 m/s) | Irena Szewinska 22 s 71                                                                       | Sonia Lannaman 22 s 83                                                                                  | Bärbel Eckert 22 s 99                                                                           |
| 400 m | Marita Koch 49 s 53 (CR, NR)                                                                  | Marina Sidorova 51 s 20                                                                                 | Donna Hartley 51 s 62                                                                           |
| 800 m | Christina Liebetrau 2 min 0 s 17                                                              | Totka Petrova 2 min 0 s 18                                                                              | Svetlana Styrkina 2 min 0 s 96                                                                  |
| 1 500 m | Tatyana Kazankina 4 min 4 s 35 (CR)                                                           | Ulrike Bruns 4 min 4 s 52                                                                               | Natalia Marasescu 4 min 5 s 08                                                                  |
| 3 000 m | Lyudmila Bragina 8 min 49 s 86                                                                | Maricica Puica 8 min 50 s 96                                                                            | Gabriele Meinel 8 min 53 s 91                                                                   |
| 100 m haies (vent : 0,0 m/s) | Johanna Klier 12 s 83                                                                         | Natalya Lebedeva 13 s 08                                                                                | Bozena Nowakowska 13 s 29                                                                       |
| 400 m haies | Karin Rossley 55 s 63 (WR)                                                                    | Tatyana Storozheva 56 s 84                                                                              | Krystyna Kacperczyk 57 s 01                                                                     |
| 4 × 100 m | Allemagne de l'Est Monika Hamann Romy Schneider Ingrid Brestrich Marlies Oelsner 42 s 62 (CR) | Union soviétique Tatyana Prorochenko Lyudmila Maslakova Marina Sidorova Lyudmila Storozhkova 43 s 43    | Allemagne de l'Ouest Elvira Possekel Dagmar Schenten Petra Sharp Annegret Richter 43 s 72       |
| 4 × 400 m | Allemagne de l'Est Bettina Popp Barbara Krug Christina Brehmer Marita Koch 3 min 23 s 70 (CR) | Union soviétique Lyudmila Aksenova Svetlana Styrkina Tatyana Prorochenko Natalya Sokolova 3 min 26 s 62 | Pologne Krystyna Kacperczyk Elzbieta Katolik Barbara Kwietniewska Irena Szewinska 3 min 27 s 76 |
| Saut en hauteur | Rosemarie Ackermann 1,97 m (WR)                                                               | Brigitte Holzapfel 1,88 m                                                                               | Cornelia Popa 1,84 m                                                                            |
| Saut en longueur | Brigitte Künzel 6,76 m                                                                        | Christa Striezel 6,39 m                                                                                 | Sue Reeve 6,35 m                                                                                |
| Lancer du poids | Eva Wilms 20,01 m                                                                             | Svetlana Krachevskaya 19,76 m                                                                           | Radostina Bakhchevanova 17,75 m                                                                 |
| Lancer du disque | Faina Veleva 68,08 m                                                                          | Sabine Engel 65,60 m                                                                                    | Argentina Menis 62,22 m                                                                         |
| Lancer du javelot | Ruth Fuchs 68,92 m (CR)                                                                       | Tessa Sanderson 62,36 m                                                                                 | Nadezhda Yakubovich 61,84 m                                                                     |
| Records et Performances - AR : Record continental (area record) - CR : Record des championnats (championship record) - MR : Record du meeting (meet record) - NR : Record national (national record) - OR : Record olympique (olympic record) - PR : Record paralympique (paralympic record) - PB : Record personnel (personal best) - SB : Meilleure performance personnelle de la saison (season's best) - WL : Meilleure performance mondiale de l'année (world leader) - WJR : Record du monde junior (world junior record) - WR : Record du monde (world record) Circonstances et Conditions - DNF : N'a pas terminé (did not finish) - DNS : N'a pas pris le départ (did not start) - DQ : Disqualification (disqualification) - NM : Aucun essai valable enregistré (No Mark) - Q : Qualifié « directement » au prochain tour (ou à la prochaine compétition), lors d'une compétition majeure, grâce au classement ou à la réalisation des minima (automatic qualifier) - q : Qualifié au prochain tour (ou à la prochaine compétition), lors d'une compétition majeure, grâce au repêchage ou à la réalisation de l'une des meilleures performances parmi celles des « non qualifiés directement » (grâce au meilleur temps ou à la meilleure distance par exemple) (secondary qualifier) |                                                                                               | |                                                                                                 |

## Finale «B»

### Messieurs
Une finale « B » est créée pour cette édition. Elle permet aux équipes classées 3e et 4e en demi-finales d'avoir une possibilité de qualification en finale. Elle se déroule les 6 et 7 août 1977, à Göteborg. La France se qualifie pour la finale à Helsinki.
| Place | Pays            | Points |
| ----- | --------------- | ------ |
| 1     | France          | 115    |
| 2     | Suède           | 108    |
| 3     | Roumanie        | 94     |
| 4     | Tchécoslovaquie | 92     |
| 5     | Suisse          | 88     |
| 6     | Yougoslavie     | 87     |
| 7     | Hongrie         | 78     |
| 8     | Bulgarie        | 57     |

### Dames
La finale « B » se déroule le 6 août 1977 à Trinec. La Bulgarie se qualifie pour la finale à Helsinki.
| Place | Pays            | Points |
| ----- | --------------- | ------ |
| 1     | Bulgarie        | 98     |
| 2     | Italie          | 83     |
| 3     | France          | 79     |
| 4     | Hongrie         | 76     |
| 5     | Tchécoslovaquie | 75     |
| 6     | Belgique        | 63     |
| 7     | Pays-Bas        | 38     |
| 8     | Autriche        | 27     |

## Demi-finales

### Messieurs
Les trois demi-finales, qualificatives pour la finale (les deux premières équipes), se sont déroulées les 16 et 17 juillet 1977 à Athènes, Varsovie et Londres. Les deux premières équipes sont directement qualifiées pour la finale, un rattrapage étant permis par la finale « B ».
| Place | Pays               | Points |
| ----- | ------------------ | ------ |
| 1     | Allemagne de l'Est | 132    |
| 2     | Italie             | 117    |
| 3     | Tchécoslovaquie    | 109    |
| 4     | Finlande           | 98     |
| 5     | Hongrie            | 86     |
| 6     | Grèce              | 77     |
| 7     | Pays-Bas           | 59     |
| 8     | Danemark           | 38     |

| Place | Pays                 | Points |
| ----- | -------------------- | ------ |
| 1     | Allemagne de l'Ouest | 142    |
| 2     | Pologne              | 133    |
| 3     | Roumanie             | 99     |
| 4     | Bulgarie             | 87     |
| 5     | Suède                | 77     |
| 6     | Espagne              | 70     |
| 7     | Norvège              | 65     |
| 6     | Portugal             | 45     |

| Place | Pays             | Points |
| ----- | ---------------- | ------ |
| 1     | Union soviétique | 129    |
| 2     | Royaume-Uni      | 126    |
| 3     | France           | 120    |
| 4     | Suisse           | 90     |
| 5     | Yougoslavie      | 83     |
| 6     | Belgique         | 78     |
| 7     | Autriche         | 54     |
| 8     | Irlande          | 39     |

### Dames
Les trois demi-finales se sont déroulées le 17 juillet 1977 à Bucarest et Dublin, et le 16 juillet 1977 à Stockholm. Les deux premières équipes sont directement qualifiées pour la finale, un rattrapage étant permis par la finale « B ».
| Place | Pays             | Points |
| ----- | ---------------- | ------ |
| 1     | Union soviétique | 106    |
| 2     | Roumanie         | 99     |
| 3     | Italie           | 84     |
| 4     | France           | 77     |
| 5     | Finlande         | 65     |
| 6     | Yougoslavie      | 46     |
| 7     | Suisse           | 42     |
| 8     | Portugal         | 17     |

| Place | Pays               | Points |
| ----- | ------------------ | ------ |
| 1     | Allemagne de l'Est | 114    |
| 2     | Royaume-Uni        | 102    |
| 3     | Bulgarie           | 91     |
| 4     | Pays-Bas           | 63     |
| 5     | Autriche           | 55     |
| 6     | Irlande            | 48     |
| 7     | Danemark           | 46     |
| 8     | Islande            | 21     |

| Place | Pays                 | Points |
| ----- | -------------------- | ------ |
| 1     | Pologne              | 100    |
| 2     | Allemagne de l'Ouest | 92     |
| 3     | Hongrie              | 77     |
| 4     | Tchécoslovaquie      | 65     |
| 5     | Belgique             | 63     |
| 6     | Suède                | 59     |
| 7     | Norvège              | 45     |
| 8     | Espagne              | 36     |

## Tour préliminaire
Un tour préliminaire a été nécessaire les 25 et 26 juin 1977, à Søllerød. Les trois premières équipes sont qualifiées pour les demi-finales.

### Messieurs
| Place | Pays       | Points |
| ----- | ---------- | ------ |
| 1     | Portugal   | 74     |
| 2     | Irlande    | 65     |
| 3     | Danemark   | 64     |
| 4     | Islande    | 54     |
| 5     | Luxembourg | 43     |

### Dames
| Place | Pays     | Points |
| ----- | -------- | ------ |
| 1     | Norvège  | 49     |
| 2     | Portugal | 35     |
| 3     | Islande  | 34     |
| 4     | Grèce    | 31     |